# 1787
Năm 1787 (MDCCLXXXVII) là một năm thường bắt đầu vào thứ hai theo lịch Gregory (hoặc năm thường bắt đầu vào thứ sáu theo lịch Julius chậm hơn 11 ngày).

## Sự kiện

### Tháng 4
- Nguyễn Hữu Chỉnh chuyên quyền tại Hà Bắc không nghe lệnh Tây Sơn.

### Tháng 5
- Nguyễn Hữu Chỉnh đánh bại và giết Dương Trọng Tế.

### Tháng 8
- Nguyễn Ánh về nước đóng quân tại Nước Xoáy Sa Đéc.
- Nguyễn Hữu Chỉnh đánh bại Hoàng Phùng Cơ.

### Tháng 11
- Ngày 25: Vũ Văn Nhậm đánh bại Nguyễn Hữu Chỉnh tại sông Thanh Quyết

## Sinh
- 4 tháng 11 – Edmund Kean, diễn viên người Anh (m. 1833)[1]
- Juana Galán, nữ anh hùng Tây Ban Nha.